# Zapamiętaj
Zapamiętaj – album zespołu Bracia, wydany w 2009. Producentem albumu byli Michał Grymuza i Wojtek Olszak. Teksty napisała Małgorzata Szpitun. Utwory Zapamiętaj oraz Jeszcze raz powstały przy współpracy z amerykańskimi producentami - Keithem Brownem i Mattem Noble.

## Lista utworów
1. Wiem czego chcesz
2. Krzyczę
3. Za szkłem
4. Reality Show
5. Obojętność
6. Dlaczego
7. Plastik
8. Jutro zmienię wszystko
9. Drugie dno
10. Jesteś częścią mnie
11. Zapamiętaj

Bonus:
1. Jeszcze raz
2. Someone like you